# E-Prix de Miami de 2015
El e-Prix de Miami de 2015, oficialmente 2014-15 FIA Fórmula E Miami ePrix, es una carrera de monoplazas eléctricos del campeonato de la FIA de Fórmula E que tuvo lugar el 14 de marzo de 2015 en el Circuito callejero de Miami, Estados Unidos. Fue la segunda carrera del año 2015, la quinta en la historia de este campeonato y la tercera que tiene lugar en América.

## Entrenamientos libres

### Únicos libres
| Pos. | Nº | Piloto                 | Equipo          | Tiempo   | Diferencia | Vueltas |
| ---- | -- | ---------------------- | --------------- | -------- | ---------- | ------- |
| 1    | 2  | Sam Bird               | Virgin Racing   | 1:06.558 |            | 18      |
| 2    | 5  | Karun Chandhok         | Mahindra Racing | 1:06.689 | +0.101     | 16      |
| 3    | 11 | Lucas di Grassi        | Audi Sport ABT  | 1:06.909 | +0.321     | 22      |
| 4    | 28 | Scott Speed            | Andretti        | 1:07.265 | +0.677     | 15      |
| 5    | 66 | Daniel Abt             | Audi Sport ABT  | 1:07.414 | +0.821     | 21      |
| 6    | 23 | Nick Heidfeld          | Venturi         | 1:07.446 | +0.858     | 19      |
| 7    | 8  | Nicolas Prost          | e.dams Renault  | 1:07.570 | +0.982     | 22      |
| 8    | 18 | Vitantonio Liuzzi      | Trulli          | 1:07.781 | +1.193     | 17      |
| 9    | 30 | Stéphane Sarrazin      | Venturi         | 1:07.892 | +1.304     | 19      |
| 10   | 27 | Jean-Éric Vergne       | Andretti        | 1:07.980 | +1.392     | 20      |
| 11   | 21 | Bruno Senna            | Mahindra Racing | 1:08.254 | +1.666     | 13      |
| 12   | 7  | Jérôme d'Ambrosio      | Dragon Racing   | 1:08.495 | +1.907     | 21      |
| 13   | 9  | Sébastien Buemi        | e.dams Renault  | 1:08.571 | +1.983     | 20      |
| 14   | 88 | Charles Pic            | China Racing    | 1:08.625 | +2.037     | 22      |
| 15   | 3  | Jaime Alguersuari      | Virgin Racing   | 1:08.932 | +2.344     | 21      |
| 16   | 99 | Nelson Piquet, Jr.     | China Racing    | 1:09.211 | +2.623     | 21      |
| 17   | 6  | Loïc Duval             | Dragon Racing   | 1:09.239 | +2.651     | 20      |
| 18   | 77 | Salvador Durán         | Amlin Aguri     | 1:09.357 | +2.796     | 17      |
| 19   | 10 | Jarno Trulli           | Trulli          | 1:09.837 | +3.249     | 11      |
| 20   | 55 | António Félix da Costa | Amlin Aguri     | 1:10.156 | +3.568     | 18      |

## Clasificación

### Resultados
| Pos. | Nº | Piloto                 | Equipo          | Tiempo   | Diferencia | P.  |
| ---- | -- | ---------------------- | --------------- | -------- | ---------- | --- |
| 1    | 27 | Jean-Éric Vergne       | Andretti        | 1:05.953 |            | 1   |
| 2    | 99 | Nelson Piquet, Jr.     | China Racing    | 1:06.003 | +0.050     | 7*  |
| 3    | 8  | Nicolas Prost          | e.dams Renault  | 1:06.167 | +0.214     | 2   |
| 4    | 2  | Sam Bird               | Virgin Racing   | 1:06.170 | +0.217     | 3   |
| 5    | 66 | Daniel Abt             | Audi Sport ABT  | 1:06.255 | +0.302     | 4   |
| 6    | 30 | Stéphane Sarrazin      | Venturi         | 1:06.389 | +0.436     | 5   |
| 7    | 11 | Lucas di Grassi        | Audi Sport ABT  | 1:06.424 | +0.471     | 6   |
| 8    | 7  | Jérôme d'Ambrosio      | Dragon Racing   | 1:06.502 | +0.549     | 8   |
| 9    | 3  | Jaime Alguersuari      | Virgin Racing   | 1:06.503 | +0.550     | 9   |
| 10   | 23 | Nick Heidfeld          | Venturi         | 1:06.510 | +0.557     | 19* |
| 11   | 28 | Scott Speed            | Andretti        | 1:06.527 | +0.574     | 10  |
| 12   | 18 | Vitantonio Liuzzi      | Trulli          | 1:06.836 | +0.883     | 11  |
| 13   | 77 | Salvador Durán         | Amlin Aguri     | 1:06.888 | +0.935     | 12  |
| 14   | 9  | Sébastien Buemi        | e.dams Renault  | 1:07.037 | +1.084     | 13  |
| 15   | 10 | Jarno Trulli           | Trulli          | 1:07.163 | +1.210     | 14  |
| 16   | 5  | Karun Chandhok         | Mahindra Racing | 1:07.223 | +1.270     | 20* |
| 17   | 21 | Bruno Senna            | Mahindra Racing | 1:07.283 | +1.330     | 15  |
| 18   | 55 | António Félix da Costa | Amlin Aguri     | 1:07.678 | +1.725     | 16  |
| 19   | 88 | Charles Pic            | China Racing    | 1:08.243 | +2.290     | 17  |
| 20   | 6  | Loïc Duval             | Dragon Racing   | 1:09.454 | +3.501     | 18  |

Notas:
- - Nelson Piquet, Jr. recibió 5 puestos de penalización por acelerar bajo banderas amarillas en la carrera previa.
- - Karun Chandhok fue excluido por uso excesivo de energía.
- - Nick Heidfeld fue excluido por uso excesivo de energía.

## Carrera

### Resultados
| Pos. | Nº | Piloto                 | Equipo          | Vtas. | Tiempo/Retirado | P. | Puntos |
| ---- | -- | ---------------------- | --------------- | ----- | --------------- | -- | ------ |
| 1    | 8  | Nicolas Prost          | e.dams Renault  | 39    | 46:12.349       | 2  | 25     |
| 2    | 28 | Scott Speed            | Andretti        | 39    | +0.433          | 10 | 18     |
| 3    | 66 | Daniel Abt             | Audi Sport ABT  | 39    | +5.518          | 4  | 15     |
| 4    | 7  | Jérôme d'Ambrosio      | Dragon Racing   | 39    | +5.941          | 8  | 12     |
| 5    | 99 | Nelson Piquet, Jr.     | China Racing    | 39    | +6.426          | 7  | 12     |
| 6    | 55 | António Félix da Costa | Amlin Aguri     | 39    | +8.754          | 16 | 8      |
| 7    | 6  | Loïc Duval             | Dragon Racing   | 39    | +9.498          | 18 | 6      |
| 8    | 2  | Sam Bird               | Virgin Racing   | 39    | +19.817         | 3  | 4      |
| 9    | 11 | Lucas di Grassi        | Audi Sport ABT  | 39    | +20.631         | 6  | 2      |
| 10   | 77 | Salvador Durán         | Amlin Aguri     | 39    | +24.587         | 12 | 1      |
| 11   | 3  | Jaime Alguersuari      | Virgin Racing   | 39    | +43.883         | 9  |        |
| 12   | 23 | Nick Heidfeld          | Venturi         | 39    | +47.878         | 19 |        |
| 13   | 9  | Sébastien Buemi        | e.dams Renault  | 39    | +1:04.587       | 13 |        |
| 14   | 5  | Karun Chandhok         | Mahindra Racing | 39    | +1:23.539       | 20 |        |
| 15   | 10 | Jarno Trulli           | Trulli          | 38    | +1 Vuelta       | 14 |        |
| 16   | 18 | Vitantonio Liuzzi      | Trulli          | 38    | +1 Vuelta       | 11 |        |
| 17   | 88 | Charles Pic            | China Racing    | 38    | +1 Vuelta       | 17 |        |
| 18   | 27 | Jean-Éric Vergne       | Andretti        | 37    | Suspensión      | 1  | 3      |
| Ret  | 30 | Stéphane Sarrazin      | Venturi         | 31    | Fuel Pressure   | 5  |        |
| Ret  | 21 | Bruno Senna            | Mahindra Racing | 25    | Wheel           | 15 |        |

Notas:
- - Tres puntos para el que marco la pole position (Jean-Éric Vergne).
- - Dos puntos para el que marco la vuelta rápida en carrera (Nelson Piquet, Jr.).